# Prostitution aux Fidji

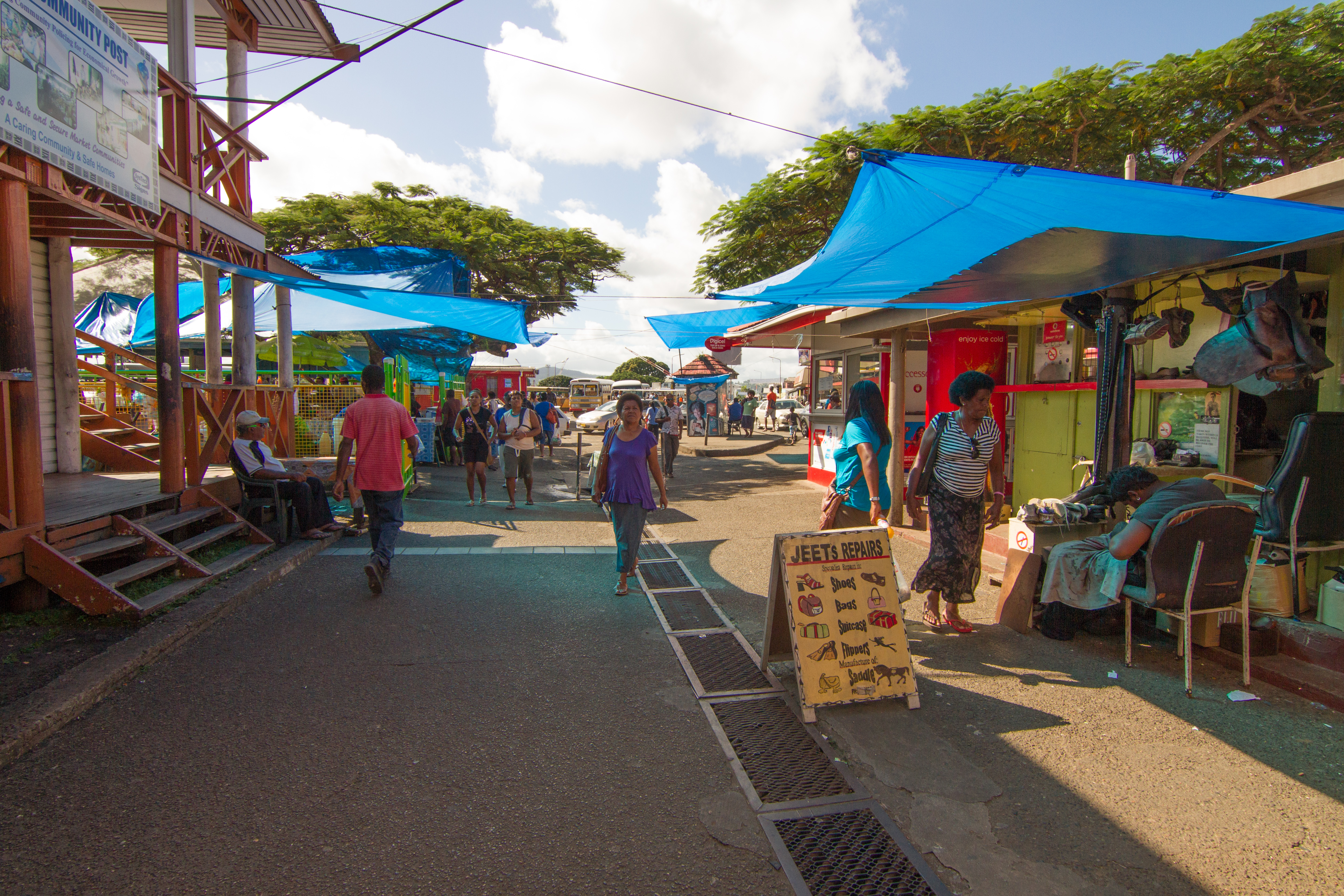
Suva aux Fidji

La prostitution aux Fidji est une activité exercée légalement aux Fidji, bien que nombre d'activités associées soient illégales, telles que la tenue de bordel, le proxénétisme et l'achat ou vente de services sexuels en public. Les travailleurs de rue constituent la majeure partie des prostituées fidjiennes. Beaucoup de prostituées sont asiatiques, en particulier chinoises, et fournissent des services sexuels au nombre croissant de touristes arrivant dans le pays et également aux habitants. Certains viennent au pays avec des visas étudiants. En 2014, l'ONUSIDA estimait qu'il y avait 857 professionnel(le)s du sexe aux Fidji. Même si l’achat et la vente de services sexuels en public sont illégaux aux Fidji, la police n’a aucune autorité légale pour arrêter les prostituées sans qu’une plainte officielle ne soit déposée pour que la police agisse.
La traite des enfants est également un problème et de nombreuses fondations exhortent les Fidji à sévir contre la traite des enfants.

## Législation
Le décret sur les délits de 2009 définit la législation relative au travail du sexe et remplace les dispositions de l'ancien Code pénal. Le décret criminalise les aspects suivants de la prostitution :
- Article 230 - Vivre sciemment des revenus de la prostitution
- Section 231 - Sollicitation à des fins immorales, recherche ou achat de relations sexuelles dans un lieu public
- Article 233 - Tenue de bordel
- Article 233 - Dispositions anti-traite

## Forces de l'ordre
Depuis l'introduction d'une nouvelle législation en 2009, l'application de la loi a été renforcée, en particulier à l'égard des travailleurs du sexe transgenres, des travailleurs de rue et de leurs clients,.

## Trafic sexuel
Les Fidji sont un pays d'origine, de destination et de transit pour les femmes et les enfants victimes de trafic sexuel. Des membres de leur famille, des chauffeurs de taxi, des touristes étrangers, des hommes d'affaires et des membres d'équipage de navires de pêche étrangers auraient exploité des enfants fidjiens dans le trafic sexuel. Certains enfants fidjiens risquent d'être victimes de la traite car les familles suivent une pratique traditionnelle consistant à les envoyer vivre avec des parents ou des familles dans les grandes villes, où ils peuvent être contraints de se livrer à des activités sexuelles en échange de nourriture, de vêtements, d'un abri ou d'une école. Des femmes de Chine, de Thaïlande, de Malaisie et d'autres pays d'Asie de l'Est sont recrutées de manière trompeuse par l'attrait d'emplois légitimes dans leur pays d'origine ou en visitant les Fidji, parfois par des organisations criminelles chinoises, puis exploitées dans des bordels illégaux (se faisant passer pour des salons de massage et des spas), dans les hôtels locaux et les maisons privées.
Le Bureau de surveillance et de lutte contre la traite des personnes du département d'État des États-Unis classe Fidji parmi les pays de la « liste de surveillance de niveau 2 ».